# Swante Uddén
Swante Uddén, född 22 november 1853 i Uddabo, Lekåsa socken, död 4 november 1938 i Minneapolis, var en svenskamerikansk präst.
Swante Uddén var son till lantbrukaren Andreas Larson och Inga Lena Andersdotter och bror till Johan August Udden. Han emigrerade 1861 till USA med sina föräldrar, som bosatte sig i Carver, Minnesota. Från 1869 var han elev vid Ansgarsakademin i East Union, inskrevs 1876 vid Augustana College, Rock Island, och prästvigdes efter fullbordade teologiska studier 1884. Redan under sin studietid hade han tjänstgjort som präst på åtskilliga platser. Han var 1884–1888 pastor i Warren, Minnesota. 1888–1892 verkade han i North Dakota samt var 1892–1898 föreståndare för Svenska lutherska församlingen i Winnipeg, Kanada, varifrån man besökte de svenska kolonierna i New Stockholm, Scandinavia, Kenora med flera platser. Uddén återvände dock till USA. Han var 1898–1904 pastor i Kansas, 1904–1911 i Minnesota och 1911–1923 i Wisconsin samt därefter åter i Minnesota. De sista åren var han bosatt i Minneapolis. Uddén var en pionjär inom det religiösa arbetet bland de svenska invandrarna och utförde en omfattande missionsverksamhet bland dem. Han organiserade nio församlingar och uppförde sex kyrkor. Uddén utgav Från Canada (1898), som behandlar landets geografi, befolkning och religiösa förhållanden. Boken var närmast avsedd som en handledning för emigranter. Han var även redaktör för tidningen Skandinaviska Canadensaren samt grundade 1904 tidningen Canada Posten.